# Maria Petipa
Maria Petipà, nascuda Maria Sergueïevna Sourovchtchikova, en rus, Мария Сергеевна Суровщикова, (Sant Petersburg, 1836) és una coreògrafa, actriu i ballarina estrella de dansa clàssica.
Va estudiar a l'Acadèmia Vaganova de Ballet, on es va graduar l'any 1854. El mateix any va entrar al Teatre Imperial Bolxoi Kamenny de Sant Petersburg, on es produïen els ballets imperials, i durant quinze anys hi va ballar la majoria de rols principals.
També va actuar al teatre Aleksandrinski, com a intèrpret en obres d'Aleksandr Pushkin. Casada amb el coreògraf Màrius Petipà, és la mare de Marie Mariusovna Petipa.